# Hani (Sängerin)
Ahn Hee-yeon (* 1. Mai 1992 in Seoul), besser bekannt als Hani, ist eine südkoreanische Sängerin und Mitglied der Girlgroup EXID.

## Leben
Vor ihrem Debüt mit EXID stand Hani bei JYP Entertainment unter Vertrag. Jener Zeit war die Gründung einer neuen Girlgroup mit ihr, Hyolyn von Sistar, Song Ji-eun von Secret und Uji von Bestie in Überlegung. Allerdings sah JYP in Hani kein Potential und so musste sie das Label verlassen. Zunächst studierte sie daraufhin für ein Jahr in China. Hani hat einen Intelligenzquotienten von 145 und überlegte damals, Psychologie zu studieren, um später Psychologin zu werden.
Hani debütierte als Sängerin in der Girlgroup EXID am 15. Februar 2012 durch die Veröffentlichung der Single Whoz That Girl. Ein Jahr später, im Februar 2013, wurde die Untergruppe Dasoni (mittlerweile SoljiHani) gegründet. Ein Duo aus Hani und EXID-Kollegin Heo Sol-ji. Die Single Goodbye wurde am 15. Februar 2013 veröffentlicht.
Im August 2014 veröffentlichte EXID den Song Up & Down. Dieser war anfangs ein Misserfolg und erreichte nicht mal einen der ersten hundert Plätze der Gaon-Charts. Allerdings ging ein in November von einem Fan aufgenommenes Video von Hanis Performance viral und verhalf dem Lied zur Popularität. Mit Stand August 2024 hat das Fanvideo über 38 Millionen Aufrufe auf Youtube.
2015 erschien sie in Mad Clowns Musikvideo zu dem Song Fire und trat der Besetzung der JTBC-Varietyshow Off to School bei. Außerdem präsentierte Hani gemeinsam mit Kim Heechul, Gu Ha-ra und Yoon Bo-ra die Schönheitssendung A Style For You. Des Weiteren hatte sie einen Cameoauftritt in der Mockumentary Producer.
Am 19. Januar 2017 kollaborierte Hani mit Luna von f(x) und Solar von Mamamoo für den Song Honey Bee des Produzenten Park Geun-tae. Im Mai 2019 wurde bekannt, dass Hani den Vertrag mit ihrer Agentur Banana Culture nicht verlängern wird.
Im Mai 2019 verließ Hani die Agentur Banana Culture, die hinter der Girlgroup EXID steht. Daraufhin pausierte die Gruppe alle ihre Aktivitäten auf unbestimmte Zeit. Hani fokussiert sich seitdem auf die Schauspielerei und tritt unter ihrem wirklichen Namen auf. Ihre erste Hauptrolle spielte sie Anfang 2020 in der Webserie XX.
2020 spielte sie die Hauptrolle in White Crow von Jang Cheol-soo im Zuge des Film-Serien-Projekts SF8.

## Diskografie

### Singles
| Jahr | Titel Album                                   | Höchstplatzierung, Gesamtwochen, AuszeichnungChartsChartplatzierungen (Jahr, Titel, Album, Platzierungen, Wochen, Auszeichnungen, Anmerkungen) | Anmerkungen        |
| Jahr | Titel Album                                   | KR | Anmerkungen        |
| ---- | --------------------------------------------- | --- | ------------------ |
| 2012 | Cold Young Love                               | — | mit C-Clown        |
| 2014 | We Got The World –                            | — | mit R.Tee          |
| 2015 | Fake Illness –                                | — | mit Rare Potato    |
| 2015 | Gap –                                         | KR25 (2 Wo.)KR | mit Ken            |
| 2016 | Snail (달팽이) King of Mask Singer Episode 47 | — | mit Kim Feel       |
| 2016 | Honey King of Mask Singer Episode 48          | — | mit Ken            |
| 2017 | Honey Bee –                                   | KR38 (2 Wo.)KR | mit Luna und Solar |
| 2017 | Flame Money Flower OST                        | — | mit Solji          |

## Filmografie
- 2015: Producer (Fernsehserie, Cameo)
- 2016: Run Off (국가대표2; Film, Cameo)
- 2020: XX (Fernsehserie)
- 2020: SF8 (Filmprojekt)
- 2020: Young Adult Matters (Film)
- 2020: The Spies Who Loved Me (Fernsehserie)
- 2021: How to be Thirty (Fernsehserie)
- 2021: You Raise Me Up (Fernsehserie)
- 2021: Idol: The Coup (Fernsehserie)